# Тодор Бояджиев (езиковед)
Вижте пояснителната страница за други личности с името Тодор Бояджиев.
Тодор Апостолов Бояджиев е български езиковед, професор в Софийския университет, член-кореспондент на БАН.

## Биография
Роден е на 11 ноември 1931 г. в Ивайловград в семейството на бежанци от Беломорска Тракия. Тракийските корени го връщат тук като учител по български език след като завършва Българска филология в Софийския държавен университет (1955), а тракийските говори стават негов траен научен обект. Към университетска кариера го насочват неговите преподаватели, сред които са проф. Кирил Мирчев, проф. Стойко Стойков и проф. Любомир Андрейчин.
През 1960 г. става асистент в Катедрата по български език на Софийския университет. Специализира в Прага (1967/1968). Защитава докторат на тема „Говорът на с. Съчанли, Гюмюрджинско“, с научен ръководител проф. Стойко Стойков. Това изследване, както и трудовете му „Говорът на тракийските преселници в с. Орешак“ и „Български говори в Западна (Беломорска) и Източна (Одринска) Тракия“ го утвърждават като най-добрия познавач на тракийските говори.
През 1989 г. е избран за член-кореспондент на БАН.
Професионалната му биография включва дългогодишна преподавателска работа по съвременен български книжовен език, българска диалектология и езикова култура в университетите в София, Шумен, Велико Търново, Пловдив, в Москва и Хамбург.
Той е утвърден автор на университетски учебници, сборници и помагала, на учебници по български език за българското училище. Дългогодишен главен редактор на сп. „Български език и литература“.
Той е дългогодишен ръководител на катедра, зам.-декан и декан, ръководител на архива по диалектология в Софийския университет. Ръководител е на Лабораторията по експериментална фонетика към Софийския университет и Института по български език на БАН. Директор е на Института за български език.
Има голям принос за изграждането и укрепването на Висшия педагогически институт в Шумен, където работи от 1977 г. Ръководител е на Катедрата по български език там. Зам.-ректор (1979 – 1983), а от 1983 г. до 1986 г. и ректор на института.
Умира на 4 октомври 2022 година.

## Отличия и награди
Заради научните му приноси професор Бояджиев е избран за член на Международната комисия по фонетика и фонология на славянските езици (1981) и за председател на българската секция към Международния комитет на славистите. Носител на държавни ордени и отличия.
През 2001 г. е удостоен с титлата почетен доктор на Шуменския университет, а общинският съвет на Шумен го удостоява със званието Почетен гражданин на град Шумен.